# Night Electric Night
Night Electric Night – jest to trzeci album studyjny szwedzkiego industrial metalowego zespołu Deathstars.

## Lista utworów
1. "Chertograd" – 4:45
2. "Night Electric Night" – 4:04
3. "Death Dies Hard" – 3:21
4. "The Mark of the Gun" – 4:02
5. "Via the End" – 4:07
6. "Blood Stains Blondes" – 3:15
7. "Babylon" – 4:18
8. "The Fuel Ignites" – 4:00
9. "Arclight" – 4:35
10. "Venus in Arms" – 4:02
11. "Opium" – 3:43

Bonusy na złotej edycji
1. "Night Electric Night" (The Night Ignites Remix)
2. "Via The End" (Piano Version)
3. "Night Electric Night" (feat. Adrian Erlandsson)

## Listy sprzedaży
| Lista   | Kraj       | Pozycja |
| ------- | ---------- | ------- |
| Top 200 | Francja    | 164     |
| Top 50  | Finlandia  | 32      |
| Top 60  | Szwecja    | 10      |
| Top 75  | Austria    | 43      |
| Top 75  | Szwajcaria | 69      |